# Zimonyi Dávid
Zimonyi Dávid (Kimle, 1997. december 24. –) magyar labdarúgó, a Vasas játékosa.

## Pályafutása

### Klubcsapatokban
2006-2008-ig szülőfaluja a Kimle KSE csapatában nevelkedett. 2008-ban került a Mosonmagyarovárhoz ahol az utánpótlás csapatokban 116 mérkőzésen 121 gólt szerzett. 2013 nyarán került a Lipót Pékség csapatához, akikkel megnyerve a Győr-Moson-Sopron megyei első osztályt feljutottak a harmadosztályba is. 2020 nyarán az első osztályú Zalaegerszeg szerződtette.
2022. február 14-én a szezon végéig kölcsönbe került a Vasashoz, a feljutás esetén végleges vételi opcióval. A Vasasnak sikerült a feljutás, így automatikusan életbe lépett a kölcsönszerződésében lévő kitétel.
2024. július 23-án hároméves szerződést kötött a Paks együttesével.

## Sikerei, díjai

### Klubcsapatokban
Lipót
- Megyei Válogatottak Nyugat-dunántúli Régiós Tornája:  Arany (2015–16)
- Megyei Amatőrválogatottak Országos Nagypályás Tornája:  Arany (2017–18)
- Győr-Moson-Sopron Megyei I.:  Arany (2018–19)

 Vasas
- NB II bajnok: 2021–22

### Egyéni
- Győr-Moson-Sopron Megyei I. gólkirály: (2018–19, 65 góllal)
- Keglovich László Megyei Kupa gólkirály: (2018–19, 11 góllal)